# هاپ طلایی
هاپ طلایی گونه‌ای از سیکلید ماهی‌های صخره‌زی و بومی دریاچه مالاوی در شرق آفریقا است. این گونه در ماهیگیری ورزشی بسیار محبوب است و اغلب در آکواریوم‌ها نگهداری می‌شود. این گونه نام‌های رایج متعددی دارد، از جمله هاپ سرخ‌باله.

## پراکندگی و زیستگاه
هاپ طلایی در دریاچه مالاوی پراکنده‌است و در امتداد سواحل مالاوی، موزامبیک و تانزانیا وجود دارد. زیستگاه این گونه محدود به مناطق ساحلی با صخره‌ها و تخته‌سنگ‌های بزرگ است. آبی که این گونه در آن یافت می‌شود، دارای درجه حرارت ۲۴–۲۹ درجه سانتیگراد(۷۵–۸۴ درجه فارنهایت)، سنگین و قلیایی است؛ نمونه‌ای از شیمی آب دریاچه مالاوی.

## رژیم غذایی
این گونه با استفاده از روش تغذیه‌ای تخصصی، یعنی مکش و دهان بسیار بیرون‌زده‌اش، عمدتاً از زئوپلانکتون تغذیه می‌کند.